# Nordchoklad AB
Nordchoklad AB var ett svenskt livsmedelsföretag i Kalmar.
Företaget grundades av V.S. Johansson 1903 som Kalmar Karamellfabrik, senare Kalmar Chokladfabrik, med varumärket Röda Ugglan (1928–1948). 1913 blev generalkonsul Anton Edgren disponent och sedermera verkställande direktör och huvudägare och familjen Edgren ägde och expanderade bolaget fram till 1948 då det såldes till KF. Bolaget sysselsatte då ca 500 anställda och Anton Edgrens son konsul Folke Edgren som övertagit direktörsposten efter sin far Anton 1941 stannade kvar som VD fram till 1952. 1970 fusionerade bolaget med de danska och norska konsumentkooperativens chokladfabriker i bland annat Kolding i Danmark. Företaget fick nu namnet Nordchoklad AB. 
1993 slogs företaget samman med Ica-ägda Svea Choklad och bildade Candelia, vilket i sin tur 1998 köptes upp av Cloetta.
Till Nordchoklads mest kända produkter hörde Bridgeblandning, Familjeblandning, Punschknappar, Vaniljpraliner samt chokladkartongerna Lyxpresent och Jenny Nyström, men företaget tillverkade även chokladkakor, mintchokladplattor, hallon- och lakritsbåtar, klubbor, kolabönor, engelsk lakritskonfekt och skumbollar.
Efter fabrikens nedläggning 1998 ingick delar av Nordchoklads lokaler i det sedermera havererade projektet China Europe Business & Exhibition Center "Fanerdun". Företaget hade också lokaler på Borgmästaregatan i centrala Kalmar, vilka byggdes om i början av 2000-talet och numera är kontorslokaler för bland annat Skanova och TeliaSonera.